# إم إس إن
msn عبارة عن بوابة ويب ومجموعة مُتعلقة بخدمات وتطبيقات الإنترنت لنظام التشغيل ويندوز والأجهزة المحمولة، مقدمة من شركة مايكروسوفت، أُطلقت الخدمة في 1995 أغسطس 24، تزامنًا مع إصدار ويندوز 95. اعتمدت خدمات شركة مايكروسوفت بداية على الاشتراك بخدمة الطلب الهاتفي عبر الإنترنت، وأصبحت فيما بعد مزود خدمة الإنترنت يسمى "خدمة الطلب الهاتفي عبر إم أس إن [الإنجليزية]"، وفي الوقت نفسه، أطلقت الشركة بوابة ويب جديدة باسم Microsoft Internet Start ، وقامت بتعيينها كأول صفحة رئيسية افتراضية لبرنامج إنترنت إكسبلورر، وهو متصفح الويب الخاص بها. في عام 1998، قامت مايكروسوفت بإعادة تسمية بوابة الويب هذه ونقلها إلى اسم المجال www.msn.com.
بالإضافة إلى خدمة الطلب الهاتفي عبر إم أس إن [الإنجليزية]، استخدمت مايكروسوفت العلامة التجارية "msn" لعدة خدمات ومنتجات أخرى لاحقاً، ولعل أهمها هوتميل (Hotmail) الذي أصبح لاحقاً أوت لوك .كوم (Outlook.com) مستخدماً ويندوز لايف ماسنجر الذي كان آنذاك المسنجر مرادفاً ل"msn" في عامية الإنترنت واستبدلت لاحقاً بخدمة سكايب ومحرك بحث الويب الخاص بشركة مايكروسوفت والذي أصبح بينغ لاحقاً وتم تغيير العلامة التجارية لإم إس إن ومن ثم توقفها.
تم تقديم الموقع الحالي ومجموعة التطبيقات الحالية التي تقدمها msn لأول مرة من قبل مايكروسوفت في عام 2014 كجزء من إعادة التصميم وإعادة التشغيل الكامل. يقع مقر msn في الولايات المتحدة، وتقدم إصدارات دولية من بوابتها الإلكترونية لعشرات الدول حول العالم.

## التاريخ

### MSN.com
في عام 1998، تم دمج اسم مجال "MSN.com" غير المستغل إلى حد كبير مع مشغل الإنترنت لمايكروسوفت Microsoft Internet Start وأعيد برمجة كبوابة ويب وكعلامة تجارية لعائلة من المواقع المنتجة داخل مجموعة ميديا مايكروسوفت التفاعلية. وضع الموقع الجديد إم إس إن في منافسة مباشرة مع مواقع مثل ياهو! ، تثير جو.كوم. نظرًا لأن التنسيق الجديد فتح محتوى msn للعالم مجانًا، فقد تمت إعادة تسمية موفر خدمة الإنترنت وخدمة الاشتراك إلى مدخل إنترنت msn في ذلك الوقت. (أصبحت هذه الخدمة تعرف في النهاية باسم اتصال إم إس إن MSN Dial-up.) 
احتوى موقع MSN.com المعاد إطلاقه على مجموعة كاملة من المواقع، بما في ذلك المحتوى الأصلي، والقنوات التي تم نقلها من «عروض الويب» التي كانت جزءاً من تجربة مايكروسوفت msn من 2.0 مع مزود خدمة الإنترنت في الفترة 1996-1997، والميزات الجديدة التي كانت متسارعة في الإضافة ليصبح موقع msn.com الصفحة الافتراضية لمشغل إنترنت إكسبلورر، ودُمجت كل موقع ويب «مشغل مايكروسوفت للإنترنت» السابق مع msn.com.
لاتزال بعض مواقع الويب الأصلية التي أطلقتها مايكروسوفت خلال تلك الحقبة نشطة بشكل ما اليوم. إن مايكروسوفت إنفيستور، وهي خدمة أخبار واستثمارات تجارية تم إنتاجها في وقت واحد بالاشتراك مع سي إن بي سي، أصبحت الآن إم إس إن موني؛  كاربوينت، خدمة مقارنة وتسوق سيارات، أصبحت الآن MSN Autos؛ ومنطقة ألعاب الإنترنت، وهي موقع إلكتروني يقدم ألعابًا عارضة على الإنترنت، أصبحت الآن ألعاب MSN . تشمل المواقع الأخرى التي تم تجريدها من قبل Microsoft موقع السفر Expedia ، والمجلة عبر الإنترنت Slate ، وموقع الحدث المحلي وموقع بحث المدينة Sidewalk.com .
في أواخر التسعينيات، تعاونت مايكروسوفت مع العديد من موفري الخدمات الآخرين، بالإضافة إلى أقسام مايكروسوفت الأخرى، لتوسيع نطاق خدمات إم إس إن. تتضمن بعض الأمثلة إعلانات مايكروسوفت وتسوق بينغ (التابعة لـ eBay وPriceGrabber وShopping.com) وموسوعة إنكارتا بمستويات مختلفة من الوصول إلى المعلومات.
منذ ذلك الحين، ظل موقع msn.com وجهة شائعة، حيث أطلق العديد من الخدمات الجديدة ومواقع المحتوى. تمت ترقية خدمات هوتميل ومسنجر من بوابة msn.com ، التي وفرت مكانًا مركزيًا لجميع محتويات MSN. بحث إم إس إن (الآن بينغ)، محرك بحث مخصص، تم إطلاقه في عام 1999. خدمة تسجيل الدخول الأحادي لخدمات مايكروسوفت عبر الإنترنت، جواز سفر مايكروسوفت (حساب مايكروسوفت الآن)، تم إطلاقها أيضًا عبر جميع خدمات msn في عام 1999. ظلت بوابة msn.com ومجموعة الخدمات ذات الصلة تحت مظلة "msn" كما هي إلى حد كبير في أوائل العقد الأول من القرن الحادي والعشرين.
كان القسم الرياضي في بوابة msn هو ESPN.com من 2001 إلى 2004، و FoxSports.com من 2004 إلى 2014. كان msn شراكة حصرية مع  عن المحتوى الإخباري من عام 1996 حتى عام 2012، عندما باعت مايكروسوفت حصتها المتبقية في msnbc.com إلى إن بي سي العالمية وأعيدت تسمية الموقع NBCNews.com . ومنذ ذلك الحين، أطلقت MSN "MSN News"، وهي عملية إخبارية داخلية.
اعتبارًا من مايو 2005، كان إم إس إن ثاني أكثر مواقع المداخل زيارة في الولايات المتحدة بحصة 23.2 في المائة، خلف Yahoo! التي حصلت على الأغلبية.
أصدرت إم إس إن معاينة لصفحة رئيسية وشعار محدثة في 3 نوفمبر 2009. كان من المتوقع في الأصل أن يكون متاحًا على نطاق واسع لأكثر من 100 مليون عميل أمريكي في أوائل عام 2010. قامت إم إس إن بطرح الشعار الجديد مع إعادة تصميم الموقع الإلكتروني بالكامل في 25 ديسمبر 2009.
في عام 2012، أعلنت إم إس إن على مدونتها أنها ستكشف النقاب عن إصدار جديد من الصفحة الرئيسية لموقع إم إس إن في 26 أكتوبر، حصريًا لنظام التشغيل Windows 8 ، قائلة إن الإصدار الجديد سيكون «نظيفًا وبسيطًا ومُصممًا للمس». قالت مايكروسوفت أنه سيكون أشبه بالتطبيق بسبب سرعة إنترنت إكسبلورر 10. تضمنت الميزات الجديدة الأخرى "Flip Ahead"، والتي سمحت للمستخدمين بالتمرير من مقال إلى آخر. كان لدى MSN لنظام التشغيل ويندوز 8 أيضًا صفقات جديدة مع AP وReuters .

### إعادة تصميم لاحقة
أطلقت Microsoft موقعًا إلكترونيًا كاملًا لإعادة تصميم موقع MSN وإعادة تصميمه بالكامل، باستخدام لغة التصميم الحديثة للشركة، في 30 سبتمبر 2014. تحتوي بوابة MSN الجديدة على إصدار جديد من الشعار يتبع نمطًا مشابهًا لمنتجات Microsoft الحالية الأخرى. لم يعد موقع الويب يقدم محتوى أصليًا، بدلاً من توظيف المحررين لإعادة استخدام المحتوى الحالي من الشركاء في المنظمات الشعبية والموثوقة. تم التخلص من معظم المحتوى الموجود على MSN حيث تم تبسيط موقع الويب إلى صفحة وفئات رئيسية جديدة، يحتوي بعضها على تطبيقات مقابلة:
- الأخبار : أحدث عناوين الأخبار والمقالات من مجموعة متنوعة من المصادر المختارة يدويًا. تمت المزامنة مع تطبيق الأخبار.
- الطقس : أحوال الطقس الحالية والتنبؤات والخرائط والأخبار وحركة المرور. تمت المزامنة مع تطبيق الطقس.
- الترفيه : التلفزيون، والأفلام، والموسيقى، وأخبار المشاهير، بالإضافة إلى مواعيد العروض المسرحية، والتذاكر، وقوائم التلفزيون. استنادًا إلى خدمة Bing Entertainment السابقة. يتضمن أيضًا موقع MSN Games للألعاب غير الرسمية عبر الإنترنت.
- الألعاب الرياضية : النتائج والمواعيد والعناوين الرئيسية من الدوريات حول العالم. تمت المزامنة مع تطبيق Sports .
- المال : مؤشرات البورصة وقوائم المراقبة والتمويل الشخصي والعقارات والاستثمارات وتحويل العملات والمزيد. تمت المزامنة مع تطبيق Money .
- نمط الحياة : العناوين والميزات والمحتويات الأخرى ذات الصلة بالأناقة والمنزل والحديقة والأسرة والمعيشة الذكية والعلاقات والأبراج.
- الصحة واللياقة : أدوات ومعلومات حول فقدان الوزن والقوة وممارسة الرياضة والتغذية والأدوية والمزيد.
- المأكولات والمشروبات : وصفات ونصائح الطبخ والأخبار من الطهاة والكوكتيلات وقوائم التسوق.
- السفر : الوجهات، أفكار الرحلات، البحث عن الفنادق، البحث عن الرحلات الجوية، حالة الرحلات الجوية، والقادمين والمغادرين. في السابق على أساس Farecast .
- السيارات : نصائح في البحث والشراء، والأخبار المتعلقة بالسيارات، ومعلومات عن المتحمسين، وتغطية عروض السيارات حول العالم.[19]
- الفيديو : مقاطع الفيديو الشائعة والفيروسية والكوميديا وثقافة البوب ومقاطع الفيديو من فئات MSN الأخرى. يتكامل مع بحث الفيديو من Bing Videos .

يوفر الجزء العلوي من الصفحة الرئيسية الوصول إلى خدمات مايكروسوفت مثل بينغ وأوت لوك .كوم وسكايب وأوفيس أونلاين ومايكروسوفت ون نوت وون درايف وخرائط بينج و Groove Music ، بالإضافة إلى خدمات الوسائط الاجتماعية الشهيرة فيسبوك وتويتر.

## تطبيقات
توفر تطبيقات MSN المستندة إلى الويب معلومات للمستخدمين من مصادر تنشر على MSN.
أطلقت Microsoft هذه التطبيقات جنبًا إلى جنب مع إعادة تصميم 2014 لبوابة MSN على الويب، وإعادة تسمية العديد من تطبيقات Bing التي تم شحنها في الأصل مع Windows وWindows Phone . تم شحن الأخبار والطقس والرياضة والمال والسفر أولاً مع Windows 8 ، بينما ظهرت الصحة واللياقة البدنية والطعام والمشروبات لأول مرة في Windows 8.1 . في ديسمبر 2014، أصبحت التطبيقات متاحة عبر جميع منصات الأجهزة المحمولة الرئيسية الأخرى أيضًا: iOS وAndroid و Fire OS .
تسمح التطبيقات للمستخدمين ببعض التحكم، ولكن ليس كليًا، في تحديد المصادر التي توفر المعلومات. يحتوي كل تطبيق على رمز لوني خاص به يتم استخدامه على المربع المباشر وداخليًا. في الأصل، جلب كل تطبيق تجربة موحدة مع موقع MSN وتفضيلات متزامنة عبر الأجهزة؛ على سبيل المثال، سيؤدي إعداد قائمة بالمخزون لمشاهدتها على MSN.com إلى عرض نفس البيانات على تطبيق MSN Money على جميع الأجهزة التي تم تسجيل دخول المستخدم فيها باستخدام حساب Microsoft . تم إسقاط المزامنة عند إعادة إنشاء التطبيقات لنظام التشغيل Windows 10 .
يوجد حاليًا أربعة تطبيقات في المجموعة: الأخبار والطقس والرياضة والمال. في يوليو 2015، أعلنت Microsoft عن وقف تطبيقات المأكولات والمشروبات والصحة واللياقة البدنية والسفر على جميع الأنظمة الأساسية، ولن يتم تجميعها مع Windows 10 ؛ لم تعد هذه التطبيقات الثلاثة معروضة.
بعد مايكروسوفت الاستحواذ الصورة من قسم الهاتف المحمول نوكيا، بدأت مايكروسوفت أيضا تجميع خدمات MSN مع لها ميزة الهواتف وصفت نوكيا، على الرغم من أن نموذج معتمد فقط كان نوكيا 215 . بالإضافة إلى هذه التطبيقات، طورت Microsoft مجموعة منفصلة من تطبيقات الجوال خصيصًا لـ MSN China .

### أخبار
إن Microsoft News (المعروفة سابقًا باسم MSN News and Bing News) هي مجمع أخبار وخدمة تتميز بعناوين ومقالات إخبارية يختارها المحررون. يتضمن التطبيق أقسامًا لأهم القصص، الولايات المتحدة، العالم، السياسة، المال، التكنولوجيا، الترفيه، الرأي، الرياضة، والجريمة، إلى جانب قصص متنوعة أخرى. يسمح للمستخدمين بتعيين المواضيع والمصادر المفضلة لديهم، وتلقي إشعارات الأخبار العاجلة من خلال التنبيهات، وتصفية مصادر الأخبار المفضلة، وتغيير أحجام الخطوط لتسهيل قراءة المقالات.
يُظهر MSN Weather (المسمى أصلاً Bing Weather) الطقس من الموقع الحالي للمستخدم أو من أي موقع آخر حول العالم، ويتيح للمستخدمين تحديد أماكنهم المفضلة، والتي ستتم مزامنتها مرة أخرى مع بوابة الويب وعبر الأجهزة. يمكن للمستخدمين تثبيت مربعات الطقس في قائمة «ابدأ» لمشاهدة أحوال الطقس المحلية من مواقع متعددة في لمحة. كما يقدم خرائط الأقمار الصناعية ويحتوي على معلومات بشأن منتجعات التزلج. يتلقى التطبيق أحوال الطقس والتنبؤات من مجموعة متنوعة من المصادر على الصعيد الدولي. يستخدم Weather الأحوال الجوية كخلفية، مما يجعله التطبيق الوحيد الذي لا يحتوي على مفتاح ضوئي / غامق في Windows 10. الطقس غير متوفر لنظام iOS. ومع ذلك، يتم تثبيته مسبقًا على هاتف Nokia 215 من Microsoft Mobile الذي يعمل على Series 30+ ؛ وهو حاليًا الهاتف المميز الوحيد الذي يحتوي على التطبيق مدمجًا.

### الرياضات
تعرض MSN Sports (المسماة في الأصل Bing Sports) نتائج وترتيبات رياضية مختلفة من مئات البطولات حول العالم، بالإضافة إلى تجميع المقالات ذات الصلة بالرياضة وعناوين الأخبار. تسمح الرياضة أيضًا للمستخدم بعرض عروض الشرائح ومعارض الصور، والبحث عن معلومات حول اللاعبين الفرديين والبطولات الخيالية، وتعيين وتتبع فرقهم المفضلة عن طريق تحديد مواضيع مختلفة من قائمة الهامبرغر. كما أنه يوفر ميزات تنبؤية مختلفة داخل مساعد Microsoft الظاهري Cortana .

### مال
يتيح MSN Money (المسمى أصلاً Bing Finance) للمستخدمين إعداد قوائم الأسهم لمشاهدة ومتابعة بعض الشركات وتلقي تحديثات الأسهم، والحصول على أحدث العناوين المتعلقة بأسواق الأسهم، وعرض أرقام التداول في الوقت الفعلي مع تأخير لمدة 30 دقيقة، وتتبع الموارد المالية الشخصية وحساب الرهون العقارية والحصول على معلومات عن السلع والسندات وتحويل العملات.

### التطبيقات الموقوفة

#### طعام شراب
MSN Food & Drink (المسمى أصلاً Bing Food & Drink) هو تطبيق وصفات موقوف يقدم أخبارًا تتعلق بالطعام والشراب، وقائمة تسوق شخصية تتم مزامنتها عبر الأجهزة والويب، وموسوعة نبيذ تحتوي على معلومات عن أكثر من 1.5   مليون زجاجة نبيذ، أكثر من 3.3   مليون نوتات تذوق ومئات وصفات الكوكتيل. يمكن للمستخدمين التحكم في التطبيق بدون استخدام اليدين، وإضافة الوصفات الخاصة بهم من كتب الطبخ الفعلية أو الوصفات الشخصية من خلال التقاط صورة، وإضافة ملاحظات إلى الوصفات، وفرز الوصفات في مجموعات. يجمع التطبيق أيضًا معلومات من الطهاة المشهورين ويسردهم وفقًا لأسلوبهم في المطبخ.

#### الصحة واللياقة
سمحت MSN Health & Fitness (التي كانت تسمى في الأصل Bing Health & Fitness) للمستخدمين بتتبع استهلاكهم من السعرات الحرارية، والبحث عن المعلومات الغذائية لمئات الآلاف من الأطعمة المختلفة، واستخدام متعقب GPS المدمج، وعرض التدريبات والتمارين خطوة بخطوة باستخدام الصور ومقاطع الفيديو، والتحقق من الأعراض لمختلف الحالات الصحية، ومزامنة بياناتها الصحية مع أجهزة الطرف الثالث مثل متتبعات النشاط . كانت MSN Health & Fitness متصلة سابقًا بالبيانات مع Microsoft HealthVault ، لكنها بدأت في استخدام حساب Microsoft مع خدمة السحابة الخاصة بـ MSN لمزامنة البيانات عندما تم تغيير علامتها التجارية من Bing إلى MSN. لا يرتبط التطبيق بأي شكل من الأشكال بأداة Xbox Fitness أو Microsoft Health (التطبيق المصاحب لفرقة Microsoft) من Microsoft ، على الرغم من تشابهه في الوظيفة.

#### السفر
كان MSN Travel (الذي كان يسمى في الأصل Bing Travel) محرك بحث للسفر يتيح للمستخدمين حجز الفنادق ورحلات الطيران، ويجمع العناوين الرئيسية المتعلقة بالسفر، ويقدم معلومات تفصيلية حول آلاف وجهات السفر. البيانات في التطبيق مدعومة بالعديد من مواقع السفر، بما في ذلك Expedia ، التي كانت مملوكة سابقًا لشركة Microsoft. تشمل الميزات الأخرى العثور على معلومات حول المطاعم المحلية، وعرض الصور (بما في ذلك الصور البانورامية) والبيانات التاريخية حول الوجهات، وقراءة تعليقات المسافرين السابقين. إذا قام المستخدم بتسجيل الدخول ، يمكن لـ Cortana تتبع الرحلات والحصول على معلومات الفندق من خلال التطبيق. كان MSN Travel هو التطبيق الوحيد في المجموعة الذي كان حصريًا لـ Windows. تم إيقاف التطبيق في سبتمبر 2015 ولكن لا يزال من الممكن الوصول إليه عبر الويب.
في السابق ، استحوذت Microsoft على Farecast في عام 2008، وهو موقع إلكتروني في صناعة نظام حجوزات الكمبيوتر يقدم تنبؤات بشأن أفضل وقت لشراء تذاكر الطيران. تأسست Farecast في عام 2003 وجمعت أكثر من 175 مليار ملاحظة للسفر بالطائرة بحلول عام 2007. استخدم فريق عمال مناجم البيانات في Farecast عمليات مراقبة تذاكر الطيران هذه لبناء خوارزميات للتنبؤ بتحركات أسعار تذاكر الطيران في المستقبل. قامت Microsoft بدمجها كجزء من مجموعة أدوات Live Search في مايو 2008 باسم Live Search Farecast ؛ أعادت مايكروسوفت تسمية العلامة التجارية باسم Bing Travel في 3 يونيو 2009، كجزء من جهودها لإنشاء هوية بحث جديدة. في عام 2009، كانت هناك ادعاءات بأن Bing Travel قد نسخت تخطيطاتها من موقع Kayak.com ؛ نفت مايكروسوفت هذه المزاعم. بحلول يناير 2013، تم دعم نتائج Bing Travel بواسطة Kayak.com. اعتبارًا من يناير 2014، تمت إزالة ميزة التنبؤ بالأجرة. اعتبارًا من مايو 2015، أعادت Microsoft تغيير اسم الخدمة إلى MSN Travel . في أغسطس 2015، تغيرت صفحات البحث عن رحلات MSN Travel من تشغيلها بواسطة Kayak.com إلى منافستها Skyscanner .

## دوليًّا
يقع المقر العالمي لشركة مايكروسوفت في الولايات المتحدة، لذلك يوجد موقع إم إس إن الرئيسي هُناك. ومع ذلك، عرضت الشركة إصدارات دولية مختلفة من بوابتها الإلكترونية منذ إنشائها في عام 1995 لعشرات الدول حول العالم.
بعد إعادة تصميم بوابة MSN على الويب وإعادة تشغيلها في عام 2014، تشترك معظم مواقع MSN العالمية بنفس تصميم موقع الويب الأمريكي ولا يمكن تمييزه إلى حد كبير ، بصرف النظر عن محتواها. كان هناك استثناءان: ninemsn ، شراكة طويلة الأمد بين Microsoft وناين نتورك في أستراليا تم إطلاقها في عام 1997 (باعت Microsoft حصتها في المشروع و 2013 وأنهت علامتها التجارية المشتركة مع Nine في 2016)؛  و MSN China ، إصدار مخصص بالكامل من MSN for China (أوقفت Microsoft البوابة الإلكترونية في عام 2016، واستبدلتها بصفحة ترتبط بعدد من مواقع الويب الصينية الأخرى).

## روابط خارجية
- إم إس إن على موقع روتن توميتوز (الإنجليزية)
- الموقع الرسمي
- ام اس ان حول العالم